# Vítězslav Schrek
Vítězslav Schrek (* 17. ledna 1970 Znojmo) je český politik a manažer, od roku 2020 zastupitel a v letech 2020 až 2024 hejtman Kraje Vysočina, od roku 2006 zastupitel města Jihlava (v letech 2014 až 2016 též radní města), člen ODS.

## Život
Narodil se ve Znojmě, od roku 1980 žije v Jihlavě. Vystudoval obor speciální pedagogika na Pedagogické fakultě Univerzity Karlovy v Praze (získal titul Mgr.).
Od roku 2004 pracoval v Charitě ČR, nejprve jako projektový manažer a později jako zástupce ředitele Oblastní charity Jihlava. Od září 2014 se stal ředitelem domova pro seniory ve Velkém Meziříčí. V roce 2019 mu bylo uděleno ocenění finalista „Manažer roku 2018“.
Vítězslav Schrek žije ve městě Jihlava.

## Politické působení
V komunálních volbách v roce 2002 kandidoval jako nestraník za SZ do Zastupitelstva města Jihlava, ale neuspěl. V roce 2004 vstoupil do ODS a za tuto stranu byl ve volbách v roce 2006 zvolen zastupitelem města. Mandát pak obhájil ve volbách v letech 2010 a 2014. V roce 2014 se stal radním a ve funkci působil až do listopadu 2016, kdy se rozpadla radniční koalice. Byl rovněž dlouholetým šéfem kulturní komise jihlavského magistrátu (2007 až 2017). Ve volbách v roce 2018 byl opět zvolen zastupitelem města. V komunálních volbách v roce 2022 kandidoval do zastupitelstva Jihlavy z 10. místa kandidátky koalice „ODS a KDU-ČSL“. Vlivem preferenčních hlasů však skončil třetí, a obhájil tak mandát zastupitele.
V krajských volbách v roce 2020 byl lídrem společné kandidátky ODS a hnutí Starostové pro občany (STO) v Kraji Vysočina a podařilo se mu získat mandát krajského zastupitele. Dne 18. listopadu 2020 byl zvolen hejtmanem Kraje Vysočina, vystřídal tak Jiřího Běhounka z České strany sociálně demokratické. Koalici vytvořili druzí Piráti, třetí uskupení „ODS a Starostové pro občany“, čtvrtá KDU-ČSL, pátá ČSSD a šesté uskupení „Starostové pro Vysočinu“ (tj. hnutí STAN a SNK ED).
V listopadu 2023 byl zvolen lídrem kandidátní listiny koalice „Společně se Starosty pro občany“ (tj. ODS, TOP 09 a STO) v krajských volbách v roce 2024. Mandát krajského zastupitele se mu podařilo obhájit. Ve funkci hejtmana jej však nahradil Martin Kukla.
Ve sněmovních volbách v roce 2025 kandiduje ze 4. místa kandidátní listiny koalice SPOLU v Kraji Vysočina.